# Jämtlands lokalhistoriker och släktforskare
Jämtlands lokalhistoriker och släktforskare (JLS) är en förening för  lokalhistoriker och släktforskare i Jämtlands län.
Föreningen bildades som Jämtlands läns släktforskare år 1945, och är därmed en av de äldsta regionala släktforskarföreningarna i Sverige. År 2005 bytte föreningen till sitt nuvarande namn.
JLS håller medlemsmöten cirka åtta gånger per år, oftast i Östersund där föreningen har en egen lokal med bibliotek och datorer, samt gör många studiebesök och utflykter till intressanta mål för släktforskare.
Medlemsbladet JLS-nytt utkommer fyra gånger om året. Antalet medlemmar är cirka 220, spridda över hela landet.
Föreningen är ansluten till Sveriges Släktforskarförbund..